# Philippe Sarde

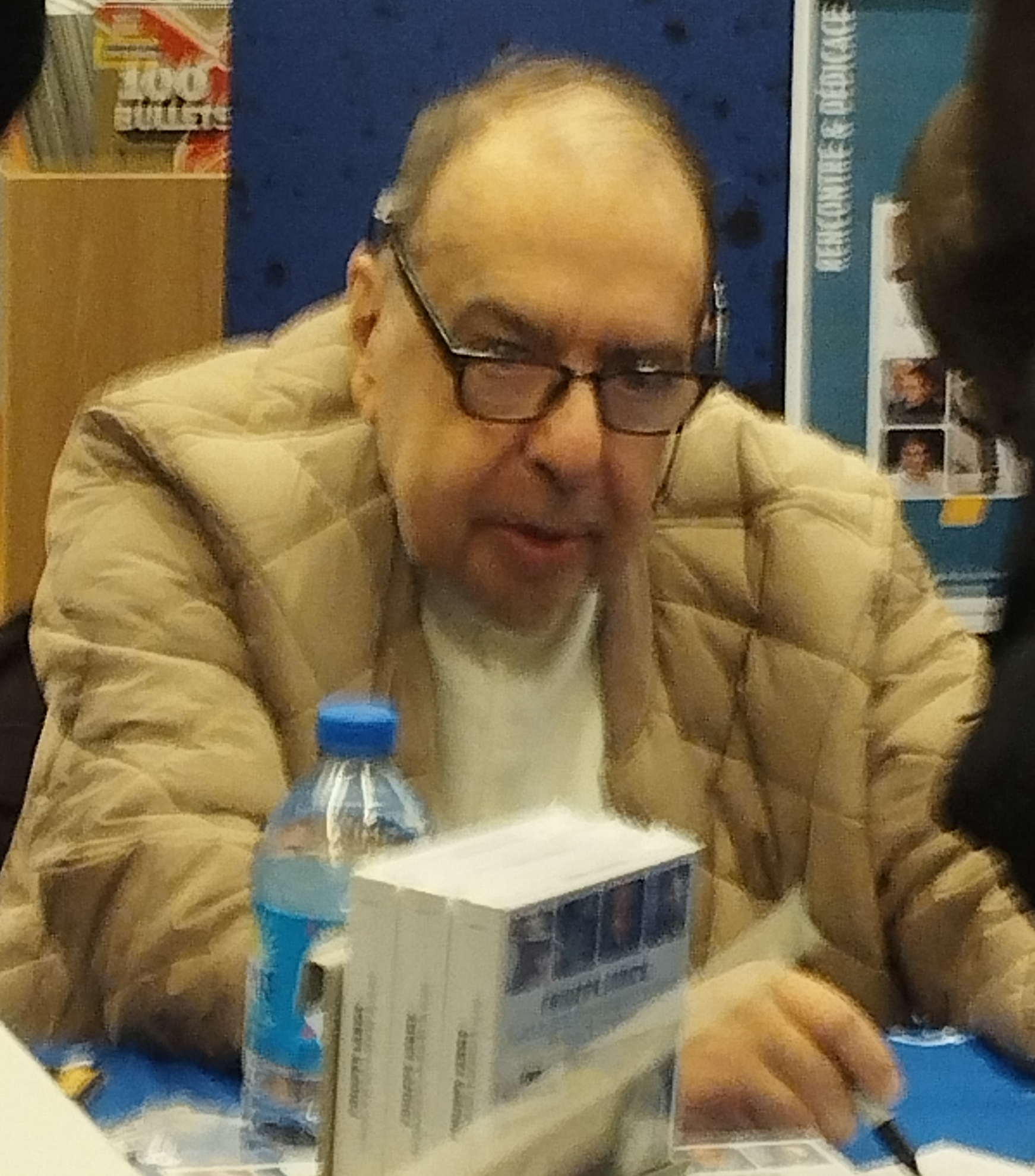
Philippe Sarde (2022)

Philippe Sarde (* 21. Juni 1945 in Neuilly-sur-Seine) ist ein französischer Filmkomponist, der in seiner Heimat neben Georges Delerue zu den meistbeschäftigten und renommiertesten Vertretern seines Fachs gehört.

## Leben
Gegen den Willen der Produzenten setzte es Regisseur Claude Sautet durch, dass der junge Komponist Sarde für den Film Die Dinge des Lebens (1970) die Musik schrieb. Seitdem steuerte er zu mehr als 200 Filmen die Musik bei, etwa für Am Anfang war das Feuer (1981) von Regisseur Jean-Jacques Annaud und für zahlreiche Filme von Claude Sautet und Bertrand Tavernier. 1993 schrieb Sarde die Filmmusik für André Téchinés Familiendrama Meine liebste Jahreszeit mit Catherine Deneuve und Daniel Auteuil.
Für den Film Tess von Roman Polański erhielt er 1981 eine Oscar-Nominierung in der Kategorie Beste Filmmusik. 1986 wurde er für die beste Musik im Film Eine Liebe in Montreal (Joshua Then and Now) für einen Genie Award nominiert.
Philippe Sarde ist der Bruder des Filmproduzenten Alain Sarde.

## Filmografie (Auswahl)
- 1970: Die Dinge des Lebens (Les choses de la vie)
- 1971: Der Sträfling und die Witwe (La veuve Couderc)
- 1971: Die Katze (Le chat)
- 1971: Das Mädchen und der Kommissar (Max et les ferrailleurs)
- 1972: César und Rosalie (César et Rosalie)
- 1972: Allein mit Giorgio (Liza)
- 1973: Le Train – Nur ein Hauch von Glück (Le train)
- 1973: Endstation Schafott (Deux hommes dans la ville)
- 1973: Das große Fressen (La grande bouffe)
- 1974: Lancelot, Ritter der Königin (Lancelot du lac)
- 1974: Der Uhrmacher von St. Paul (L’horloger de Saint-Paul)
- 1974: Vincent, François, Paul und die anderen (Vincent, François, Paul… et les autres)
- 1974: Berühre nicht die weiße Frau (Touche pas à la femme blanche)
- 1974: Eiskalt wie das Schweigen (Les seins de glace)
- 1975: Adieu, Bulle (Adieu poulet)
- 1975: Der Ehekäfig (La cage)
- 1975: Zum Freiwild erklärt (Folle à tuer)
- 1976: Barocco
- 1976: Die letzte Frau (La dernière femme)
- 1976: Mado
- 1976: Marie-poupée
- 1976: Der Mieter (Le locataire)
- 1976: Der Richter und der Mörder (Le juge et l’assassin)
- 1976: Ein Tolpatsch auf Abwegen (On aura tout vu!)
- 1977: Das malvenfarbene Taxi (Un taxi mauve)
- 1977: Der Richter, den sie Sheriff nannten (Juge Fayard dit Le Shériff)
- 1977: Violette und François (Violette & François)
- 1977: Der Fall Serrano (Mort d’un pourri)
- 1978: Affentraum (Ciao maschio)
- 1978: Zucker, Zucker! (Le sucre)
- 1978: Eine einfache Geschichte (Une histoire simple)
- 1979: Die Schwestern Brontë (Les sœurs Brontë)
- 1979: Tess
- 1979: Den Mörder trifft man am Buffet (Buffet froid)
- 1979: Waffe des Teufels (Le toubib)
- 1980: Der ungeratene Sohn (Un mauvais fils)
- 1980: Der Puppenspieler (Le guignolo)
- 1980: Der Loulou (Loulou)
- 1981: Am Anfang war das Feuer (La guerre du feu)
- 1981: Begegnung in Biarritz (Hôtel des Amériques)
- 1981: Ausgerechnet ihr Stiefvater (Beau père)
- 1981: Wahl der Waffen (Le choix des armes)
- 1981: Zurück bleibt die Angst (Ghost Story)
- 1981: Der Saustall (Coup de torchon)
- 1981: Ganz normal verrückt (Storie di ordinaria follia)
- 1981: Eine merkwürdige Karriere (Une étrange affaire)
- 1982: Der Schock (Le choc)
- 1982: Stern des Nordens (L’étoile du nord)
- 1982: Tausend Milliarden Dollar (Mille milliards de dollars)
- 1983: Verheiratet mit einem Toten (J’ai épousé une ombre)
- 1983: Erste Sehnsucht (Premiers désirs)
- 1983: Garçon! Kollege kommt gleich! (Garçon!)
- 1984: Ein Sonntag auf dem Lande (Un dimanche à la campagne)
- 1984: Fort Saganne
- 1985: Rendez-Vous
- 1985: Harem
- 1985: Gezeichnet: Charlotte (Signé Charlotte)
- 1985: Die Familienpyramide (L’été prochain)
- 1986: Erpreßt – Das geheimnisvolle Foto (Cours privé)
- 1986: Schauplatz des Verbrechens (Le lieu du crime)
- 1986: Piraten (Pirates)
- 1986: Die Liebe der Florence Vannier (L’état de grâce)
- 1987: Die Unschuldigen (Les innocents)
- 1988: Der Bär (L’ours)
- 1988: Einige Tage mit mir (Quelques jours avec moi)
- 1989: Music Box – Die ganze Wahrheit (Music Box)
- 1989: Der wiedergefundene Freund (Reunion)
- 1991: Im Schatten der Golanhöhen (Pour Sacha)
- 1991: Eve 8 – Außer Kontrolle (Eve of Destruction)
- 1993: Meine liebste Jahreszeit (Ma saison préférée)
- 1994: D’Artagnans Tochter (La fille de d’Artagnan)
- 1994: Geheimnisse (Uncovered)
- 1995: Nelly & Monsieur Arnaud
- 1995: Sag Ja! (Dis-moi oui)
- 1996: Diebe der Nacht (Les voleurs)
- 1997: Duell der Degen (Le bossu)
- 1997: Lucie Aubrac
- 1998: Alice & Martin (Alice et Martin)
- 2000: Princesses
- 2001: Mademoiselle
- 2002: Entre chiens et loups
- 2003: Das Geheimnis des gelben Zimmers (Le mystère de la chambre jaune)
- 2003: Les égarés
- 2004: Zwei ungleiche Schwestern (Les sœurs fâchées)
- 2005: Das Parfüm der Dame in Schwarz (Le parfum de la dame en noir)
- 2007: Wir waren Zeugen (Les témoins)
- 2009: La fille du RER
- 2010: Le mariage à trois
- 2010: Die Prinzessin von Montpensier (La princesse de Montpensier)
- 2010: Ein Sommer in Haifa (Once I Was)
- 2012: Savage Nights – Unerfüllte Begierde (E la chiamano estate)
- 2013: Quai d’Orsay
- 2015: Zwei Freunde (Les deux amis)
- 2017: Auguste Rodin (Rodin)
- 2018: Ein treuer Mann (L’homme fidèle)
- 2022: Juliette im Bade (Juliette dans son bain)